# Fernando de Borja y Aragón
 (mai 2017).
Si vous disposez d'ouvrages ou d'articles de référence ou si vous connaissez des sites web de qualité traitant du thème abordé ici, merci de compléter l'article en donnant les références utiles à sa vérifiabilité et en les liant à la section « Notes et références ».
 (novembre 2020).
Fernando de Borja y Aragón, né en 1583 à Lisbonne et mort le 27 novembre 1665 à Madrid, est un aristocrate espagnol. Il est le troisième comte de Mayalde et prince de Squillace[pas clair].

## Famille
Fernando de Borja y Aragon est le fils de Juan de Borja y Castro, comte de Mayalde, et de Francisca de Aragon y Barreto, comtesse de Ficalho. Il est le petit-fils de Saint François Borgia et de sa femme Leonor de Meneses.

## Vie et carrière
Fernando de Borja passe son enfance à la cour d'Espagne où il sert comme Menino de l'impératrice Marie d'Autriche et plus tard pour son frère, le roi Philippe II. À l'âge de 20 ans, il est nommé par Philippe III ambassadeur en Savoie, à Florence et à Rome. En 1621, le nouveau roi, Philippe IV d'Espagne, nomme Fernando Gentilhomme de la camera avec la charge de Vice-roi d'Aragón, poste qu'il occupe jusqu'en 1632.
En 1635, Fernando de Borja est nommé vice-roi de Valence jusqu'à ce qu'il soit rappelé à la Cour, 5 ans plus tard. Sa femme décède en 1649 et en 1658, son frère aîné meurt en lui cédant tous ses titres. Trois ans plus tard, à la mort du puissant Luis de Haro, marquis de Carpio, le roi confère à Fernando le titre de maire de Caballerizo.
Il  correspondait assidûment avec Marie de Jésus d'Ágreda.
Fernando meurt en 1665, tout comme le roi Philippe IV d'Espagne.

## Mariage et descendants
Alors que Fernando occupe la charge de Vice-roi d'Aragon, il épouse sa nièce, María Francisca de Borja y Aragón, la fille de son frère aîné Francisco de Borja y Aragón, qui leur cède son titre de prince de Squillace. Ils n'ont eu aucun enfant.

## Sources
- Ivan Cloulas, Les Borgia, Fayard, 1987 (ISBN 2-213-01991-6 et 9782213019918, OCLC 17499436, présentation en ligne)